# Desoxyribose
Desoxyribose (englisch Deoxyribose) ist ein einfacher, aus fünf Kohlenstoff-Atomen bestehender Zucker, eine Pentose. Anders als bei der Ribose ist bei der 2-Desoxyribose die OH-Gruppe am zweiten C-Atom durch ein H-Atom substituiert (desoxy bedeutet ohne Sauerstoff). In wässriger Lösung liegt sie überwiegend als Desoxyribopyranose vor.
Wenn in diesem Text oder in der wissenschaftlichen Literatur „Desoxyribose“ ohne weiteren Namenszusatz (Präfix) erwähnt wird, ist D-Desoxyribose und nicht die weniger bedeutsame L-Desoxyribose gemeint.

Chemisches Gleichgewicht

Desoxyribose ist in der Furanosenform ein Grundbaustein der Desoxyribonukleinsäure (DNS/DNA) und wurde 1929 von Phoebus Levene entdeckt.